# Surangulaire

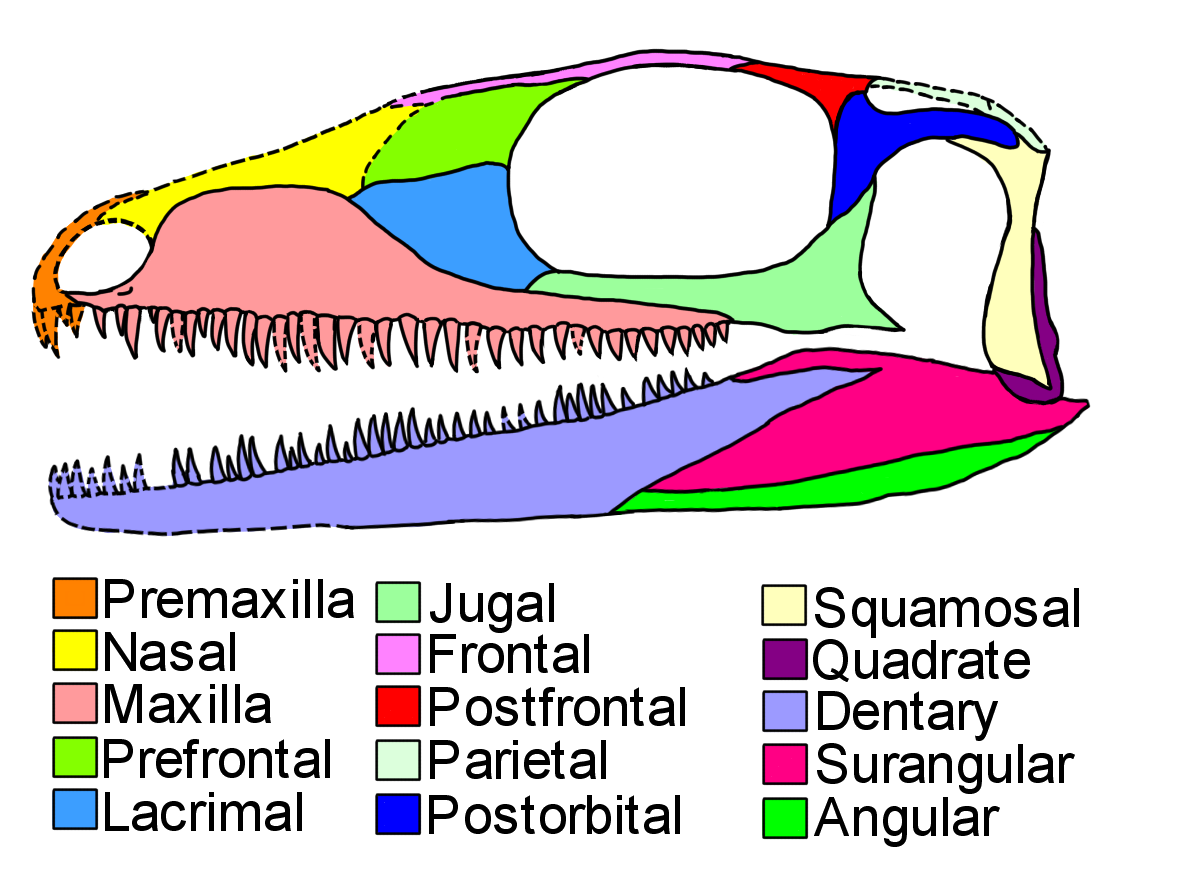
Diagramme d'un crâne d'Acerosodontosaurus. Le surangulaire est coloré en rose foncé.

Le surangulaire, aussi appelé suprangulaire, est un os de la mâchoire que l'on retrouve chez la plupart des vertébrés tétrapodes, à l'exception des mammifères. Habituellement à l'arrière de la mâchoire, sur le bord supérieur, il est relié à tous les autres os de la mâchoire : le dentaire, l'angulaire, le spénial (en) et l'articulaire. Il s'agit souvent d'un site d'attache musculaire.